# كودي إليسون
كودي إليسون (بالإنجليزية: Cody Ellison)‏ (22 أكتوبر 1989 بفريسنو في الولايات المتحدة - ) هو لاعب كرة قدم أمريكي في مركز الدفاع. لعب مع تشارلستون بيتري وFresno FC U-23 ‏.

## وصلات خارجية
- كودي إليسون على موقع قاعدة بيانات كرة القدم.إي يو (الإنجليزية)